# Савицкий, Иван Иванович
Савицкий Иван Иванович (10 сентября 1913, Александрийский уезд, Херсонская губерния — 16 ноября 1994, Кривой Рог, Днепропетровская область) — советский промышленный деятель, организатор горнорудного производства, многолетний директор ЮГОКа. Герой Социалистического Труда (1958).

## Биография
Родился 10 сентября 1913 года в селе Корсуновка (ныне Александрийского района Кировоградской области Украины). Украинец.
В 1936 году окончил Криворожский горнорудный институт.
- 1928—1931 — проходчик и крепильщик шахтоуправления имени Фрунзе (Кривой Рог);
- 1936—1941 — начальник участка, главный инженер шахтоуправления имени Орджоникидзе (Кривой Рог);
- 1941—1950 — главный инженер Гороблагодатского РУ на Урале;
- 1950—1955 — главный инженер Камыш-Бурунского железорудного комбината;
- 1955—1957 — начальник инспекции «Укрглавруда» Минчермета.

С 5 мая 1957 года работал директором ЮГОКа. Под его руководством комбинат вышел на проектную мощность. Умело руководя процессами обогащения, вывел предприятие в передовики производства. Создал огромную бытовую инфраструктуру для рабочих, начиная от рабочих столовых, детских пионерских лагерей у моря, роддома и радоновой больницы, и заканчивая санаториями и пансионатами в Прибалтике, Крыму и на Кавказе. Возглавлял комбинат до 1985 года.
Является автором научных трудов, обладателем авторских свидетельств, кандидат технических наук.
Умер 16 ноября 1994 года в городе Кривой Рог.

## Награды
- Медаль «Серп и Молот» (19.07.1958);
- Орден Ленина (19.07.1958);
- Орден Октябрьской Революции;
- трижды Орден Трудового Красного Знамени;
- Орден Дружбы народов;
- Заслуженный металлург УССР (1982);
- Заслуженный шахтёр УССР (1983);
- Заслуженный изобретатель УССР (1983);
- Медаль «За доблестный труд в Великой Отечественной войне 1941—1945 гг.»;
- Медаль «За трудовое отличие»;
- Медаль «За трудовую доблесть»;
- Премия Совета Министров СССР;
- Государственная премия УССР в области науки и техники (13 декабря 1983) — за разработку и широкое промышленное внедрение прогрессивной циклично-поточной технологии на железорудных карьерах Кривбасса[1].

## Память
- Именем названа улица в Ингулецком районе Кривого Рога[2];
- Парк отдыха имени И. И. Савицкого в Ингулецком районе Кривого Рога[3];
- Почётный профессиональный нагрудный знак «Савицкий И. И.» ассоциации «Комсомолец Кривбасса»[4];
- Имя на Стеле Героев в Кривом Роге.